# Privatsternwarte
Privatsternwarten sind astronomische Beobachtungsstationen verschiedener Bauart, die von Privatpersonen betrieben werden. Darin unterscheiden sie sich von professionellen Forschungs-Sternwarten bzw. von Volkssternwarten, die von wissenschaftlichen Institutionen, öffentlichen Trägern oder Vereinen unterhalten und betrieben  werden.
Bei anspruchsvollen Bauten geht es im Wesentlichen darum, ein oder mehrere Teleskope fest aufzustellen, um sie ständig beobachtungsbereit zu haben. Der Wetterschutz, die gute Sicht und die Stabilität des Unterbaus haben dabei Priorität. Weniger aufwendig sind Beobachtungsplätze als Dachsternwarten (spezielle Dachkonstruktionen, Dachterrassen) oder im Freien, wo das Fernrohr nur für die Benutzung aufgebaut und danach ins Haus verbracht wird.
Die Räumlichkeiten sind dementsprechend sehr unterschiedlich und reichen von größeren Balkonen, Dachfenstern oder Terrassen im Dachgeschoss über Schiebedächer im First eines Hauses bis zu separaten Kuppelbauten im Garten oder anderen Freiflächen. Sehr verbreitet sind einfache hölzerne Gartenhäuschen, bei denen das Dach abschiebbar ist.
Das Instrumentarium ist ebenso unterschiedlich. Es reicht von kleinen Linsenfernrohren auf leichten Montierungen, die nur wenige Kilogramm wiegen, über den weit verbreiteten Achtzöller (transportables Spiegelfernrohr mit 20 cm Öffnung) bis zu Spiegelteleskopen mit Spiegeldurchmessern bis zu einem Meter. Dazu werden zunehmend Computersteuerungen verwendet, Spezialgeräte zur Sonnenbeobachtung oder Spektroskopie sowie umfangreiche Ausrüstungen zur Astrofotografie.

## Tätigkeit privater Sternwarten
Die selbst gestellten Aufgaben von Amateurastronomen reichen von einfachsten Himmelsbeobachtungen und regelmäßiger Beobachtung von Sonne, Mond oder Planeten über die Fotografie von Nebeln, die Bahnvermessung von Erdsatelliten und  Sternschnuppenschwärmen oder die Suche nach neuen Kometen bis zur Überwachung veränderlicher Sterne und anderer forschungsunterstützender Arbeit. Manche Sternwarten widmen sich auch der himmelskundlichen Öffentlichkeitsarbeit oder bieten am Tag der Astronomie private Sternführungen an. Weltweit haben Privatsternwarten schon tausende Planetoiden, Kometen und auch manche Nova entdeckt oder zur Wiederauffindung verschollener Asteroiden beigetragen.
Manche Privatsternwarten werden zeitweise als Gästesternwarte zur Verfügung gestellt, wo fortgeschrittenen Amateurastronomen Gelegenheit zur Beobachtung an größeren Teleskopen oder Astrografen geboten wird. Manchmal entwickeln sich solche Beobachtungsstationen – durch beständige Kooperationen oder durch Übernahme nach einem Todesfall – auch zu Vereins- oder kleinen Volkssternwarten.

## Bauarten

### Dachausbau

Dachsternwarte im First eines Hauses

4,1 Meter Kuppel aus GFK und Multiplex

Die beste Sicht auf den Himmel bietet meist ein Beobachtungsplatz in Dachhöhe, wozu ein Teil des Daches durch einen Schiebe- oder Klappmechanismus geöffnet wird. Bauseits ist jedoch einiger Aufwand nötig, um genügende Stabilität und Schwingungsdämpfung für die Instrumente zu erreichen. Vorteile spezieller Dachkonstruktionen sind die bequeme Erreichbarkeit vom Haus und dass die Straßenbeleuchtung leicht abgeschirmt werden kann. Ein Problem ist meist der Schutz gegen den mit der Höhe zunehmenden Wind.
Die auf neueren Häusern oft vorhandenen Plattformen für den Rauchfangkehrer eignen sich auch bei ausreichender Größe nicht, weil das Metall jede Schwingung weiterleitet.   
Wo nur eine Terrasse zur Verfügung steht, kann für das Teleskop eine Säule einbetoniert oder ein tragbares, aber schweres Stativ verwendet werden. Das Teleskop kann im Freien verbleiben, wenn es durch eine helle Plane oder eine übergestülpte Box gegen Sonneneinstrahlung und Witterung geschützt ist. Nützlich ist meist ein Sichtschutz gegen Nachbarn und Straßenbeleuchtung sowie allfällig ein Windschutz.

### Kuppel
Hierbei wird die Form der halbkugelförmigen Kuppel größerer Sternwarten nachgebaut. Als Material der Kugelschale wird traditionell Holz mit Aluminiumbelag, neuerdings jedoch auch glasfaserverstärkter Kunststoff verwendet, was zu einer erheblichen Gewichtsreduzierung führt. Für die Abdichtung gegen Regen und Schnee ist besondere Sorgfalt auf vorspringende Teile und den Kuppelspalt zu verwenden; Flugschnee kann meist trotzdem eindringen.

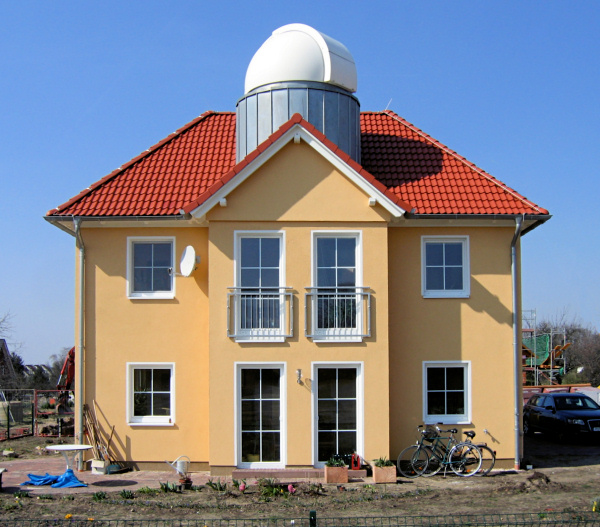
Einfamilienhaus mit Sternwarte

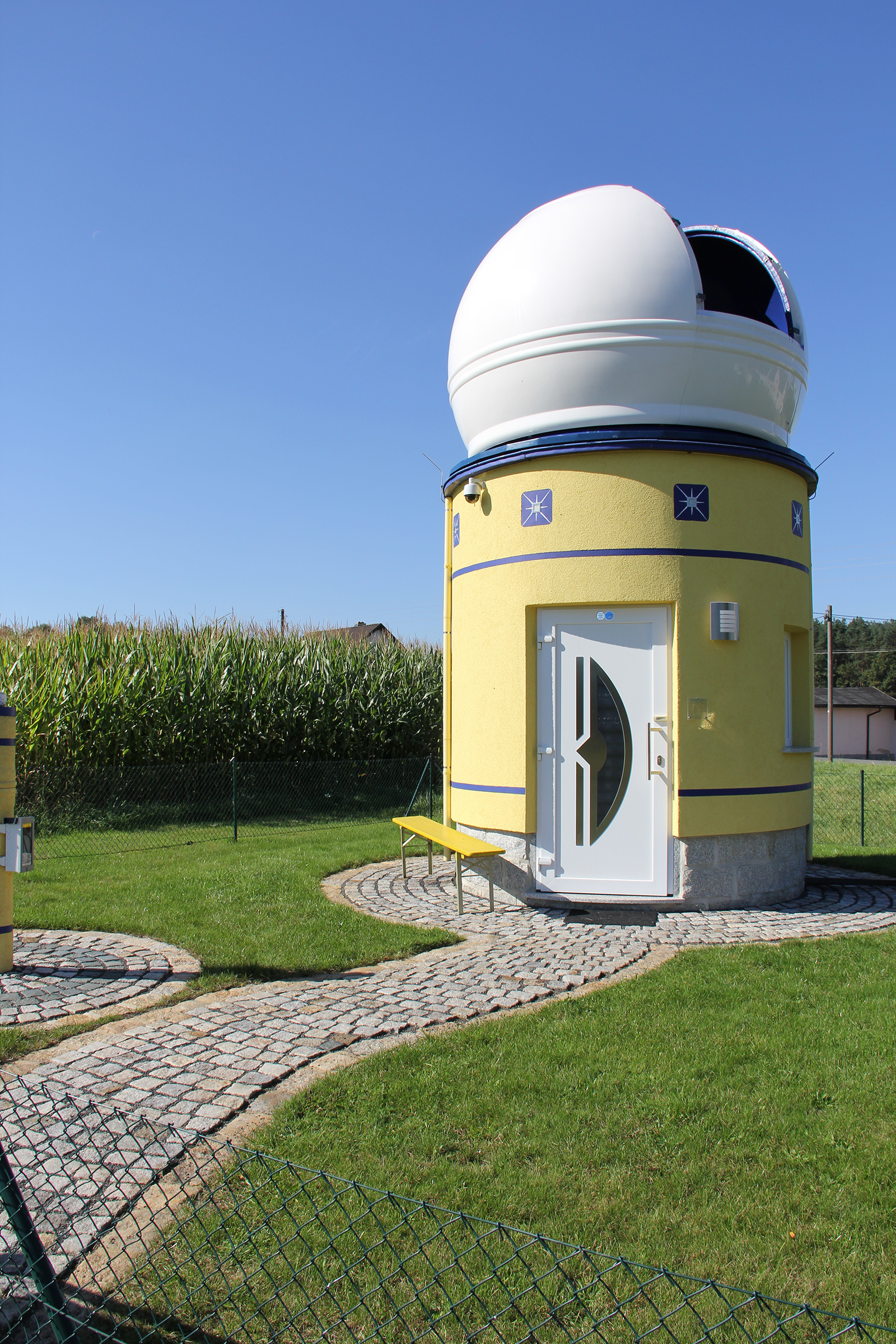
Rundbau einer Privatsternwarte mit Kuppel

Es ist auch möglich, eine Sternwartekuppel in ein Einfamilienhaus zu integrieren. Für eine Dachsternwarte wird die Obergeschossdecke  als massive Betondecke ausgeführt und die Teleskopsäule direkt aus der Decke herausgezogen, d. h. alles aus einem Stück gegossen. Die Außenwände stellen die Verbindung zum Fundament her und leiten die Schwingungen ab. Der mit Zink verblechte Kuppelrundbau ruht – nicht starr mit der Deckenplatte verbunden – schwimmend auf dämpfenden Neoprenlagern.

### Klappdach- und Rolldachhütte

Gartenhaus mit Schiebedach als Sternwarte

Eine gute und komplikationsfreie Alternative zum Dachausbau ist eine kleine Schutzhütte im Garten. Das Dach des eigens errichteten rechteckigen Raumes kann für die Beobachtung entfernt werden, entweder nach außen weggeklappt, oder auf Rollen horizontal weggeschoben.
Bei allen bisher genannten Bauformen können die Instrumente ständig im Sternwartengebäude oder -raum verbleiben, womit sich eine wiederholte genaue Einrichtung der Montierung erübrigt.

### Aufstellungsflächen im Freien
Hier werden die astronomischen Instrumente bei Nicht-Gebrauch entweder durch Planen oder andere einfache Mittel vor Beschädigung geschützt oder nach Verwendung in einen geschützten Raum transportiert. Oft bleibt ein Fundament oder eine Säule stehen, um das Aufstellen und Ausrichten der Instrumente zu erleichtern.
Aufstellungsort kann eine lichtgeschützte Freifläche oder eine frei begehbare Flachdachfläche sein.

## Bekannte Privatsternwarten
- Die Sternwarte Lilienthal in Lilienthal bei Bremen gehörte am Anfang des 19. Jahrhunderts mit ihrer instrumentellen Ausstattung zu den führenden Sternwarten der Welt.
- Die Privatsternwarte mit dem größten Amateurteleskops Österreichs (1 m Spiegeldurchmesser) ist die von Rudolf Pressberger errichtete Purgathofer-Sternwarte in Klosterneuburg.
- Die heute als Volkssternwarte genutzte Kuffner-Sternwarte in Wien wurde als Privatsternwarte erbaut.